# Gottfried von Isenberg
Gottfried von Isenberg (* im 12. oder 13. Jahrhundert; † 1247) war Domherr in Münster.

## Leben

### Herkunft und Familie
Gottfried von Isenberg entstammte dem Grafengeschlecht von Altena, der westfälischen Linie des Hauses Berg, und war der Sohn des Grafen Arnold von Altena und dessen Gemahlin Mechtild von Holland, Tochter des Grafen Florenz von Holland.
Seine Geschwister waren
- Eberhard II., Nachfolger seines Vaters
- Friedrich, am 14. November 1226 als Mörder des Kölner Erzbischofs Engelbert, seines Onkels, hingerichtet.
- Dietrich, Bischof von Münster
- Engelbert, Bischof von Osnabrück
- Phillip
- Bruno, Bischof von Osnabrück
- Adolf, ⚭ Mathilde von Holte
- Agnes, ⚭ Christian II. Graf von Oldenburg
- Wilhelm gen. von Isenberg (urkundl. 1223–1242)

### Wirken
Gottfried findet als Domherr zu Münster erstmals 1219 urkundliche Erwähnung. Dieses Amt hatte er bis 1243 inne. In den Jahren 1222 bis 1225 war er Propst im Kollegiatstift St. Johann in Osnabrück und von 1235 bis 1243 Propst der Kirche St. Martini in Münster. Die Quellenlage gibt über seinen weiteren Lebensweg keinen Aufschluss.